# (5392) Паркер
(5392) Паркер (лат. Parker) — астероид, относящийся к группе астероидов пересекающих орбиту Марса и принадлежащий к светлому спектральному классу S. Он был открыт 12 января 1986 года американским астрономом Кэролин Шумейкер в Паломарской обсерватории и назван в честь астронома-любителя Дональда Паркера (англ. Donald Parker).

Орбита астероида Паркер и его положение в Солнечной системе